# De rage et d'espoir
Pour plus de détails, voir Fiche technique et Distribution.
De rage et d'espoir est un film français réalisé par Jean Schmidt et sorti en 1994.

## Synopsis
État des lieux et témoignages concernant le monde et la souffrance des toxicomanes séropositifs à Paris.

## Fiche technique
- Titre : De rage et d'espoir
- Réalisateur : Jean Schmidt
- Scénario : Jean Schmidt
- Photographie : Pierre Boffety
- Son : Michel Faure
- Montage : Marie-Agnès Blum
- Production : Atelier 8
- Pays de production :  France
- Durée : 75 minutes
- Dates de sortie : France - 15 octobre 1994[1]

## Sélection
- Images en bibliothèques 1995[2]